# Хмелитское сельское поселение
Хмелитское сельское поселение — упразднённое муниципальное образование в составе Вяземского района Смоленской области России.
Административный центр — деревня Хмелита.
Образовано Законом Смоленской области от 28 декабря 2004 года. Упразднено Законом Смоленской области от 25 мая 2017 года с включением всех входивших в него населённых пунктов в Андрейковское сельское поселение.

## Географические данные
- Общая площадь: 173,33 км²
- Расположение: северо-западная часть Вяземского района
- Граничит:
  - на севере — с Новодугинским районом
  - на востоке — с Каснянским сельским поселением
  - на юге — с Масловским сельским поселением
  - на юго-западе — с Сафоновским районом
  - на северо-западе — с Холм-Жирковским районом
- По территории поселения проходит автодорога Вязьма — Холм-Жирковский.
- Крупные реки: Вазуза.

На территории поселения расположен музей-заповедник Хмелита и самая высокая точка Смоленской области — 319 м над уровнем моря между деревнями Марьино и Ломы.55°22′59″ с. ш. 33°57′02″ в. д..

## Население
| 2011 | 2012 | 2013 | 2014 | 2015 | 2016 | 2017 |
| ---- | ---- | ---- | ---- | ---- | ---- | ---- |
| 407  | ↘401 | ↘387 | ↘376 | ↘359 | ↘355 | ↗356 |

## Населённые пункты
В состав поселения входили следующие населённые пункты:
- Хмелита, деревня
- Бараново, деревня
- Барсуки, деревня
- Богданики, деревня
- Гороховка, деревня
- Горсткино, деревня
- Греково, деревня
- Дробыши, деревня
- Ломы, деревня
- Марьино, деревня
- Ново-Высокое, деревня
- Паново, деревня
- Походино, деревня
- Реутово, деревня
- Семеновское, деревня
- Спас-Курган, деревня
- Черемушники, деревня

Общая численность населения — 511 человек.